# Adolfo Celi
Adolfo Celi [aˈdolfo ˈtʃeːli] (ur. 27 lipca 1922 w Mesynie, zm. 19 lutego 1986 w Rzymie) – włoski aktor filmowy i teatralny.
W początkach kariery był aktorem teatralnym w Argentynie i Brazylii. Wyreżyserował 3 filmy w Ameryce Południowej, w tym brazylijski hit Tico-tiko Ne Fube. Występował również we włoskich komediach. Jego znaną rolą był komendant obozu Battaglia obok Franka Sinatry i Trevora Howarda. Adolfo mówił płynie w kilku językach, ale z akcentem sycylijskim.
Aktor, który w trwającej 40 lat karierze wystąpił w około 100 filmach, zarówno produkcjach europejskich jak i amerykańskich, do historii przeszedł dzięki roli Emilio Largo – przeciwnika Jamesa Bonda w filmie Operacja Piorun (1965; reż. Terence Young). Był trzykrotnie żonaty.
Zmarł nagle na zawał serca.

## Wybrana filmografia
- Amerykanin na wakacjach (1946; debiut filmowy) jako Tom
- Człowiek z Rio (1964) jako Mario DeCastro
- Ekspress Von Ryana (1965) jako Battaglia
- Udręka i ekstaza (1965) jako Giovanni de Medici
- Operacja Piorun (1965) jako Emilio Largo
- Grand Prix (1966) jako Agostini Manetta
- Kto widział jej śmierć? (1972) jako Serafian
- Hitler – ostatnie 10 dni (1973) jako gen. Krebs
- Moi przyjaciele (1975) jako prof. Alfeo Sassaroli
- Sandokan (1976) jako James Brooke
- Kopciuszek 83 (1983) jako Gherardeschi